# Pallavolo ai XIV Giochi del Mediterraneo
La pallavolo ai XIV Giochi del Mediterraneo si è giocata durante la XIV edizione dei Giochi del Mediterraneo, che si è svolta a Tunisi, in Tunisia, nel 2001: in questa edizione si è svolto sia il torneo maschile che quello femminile e la vittoria finale è andata alla nazionale di pallavolo maschile dell'Italia e alla nazionale di pallavolo femminile dell'Italia.